# Mike Mitchell (đạo diễn)
Mike Mitchell (sinh ngày 18 tháng 10 năm 1970) là một đạo diễn điện ảnh, nhà sản xuất, diễn viên và cựu nghệ sĩ hoạt hình Mỹ. Anh là đạo diễn của phim điện ảnh Sky High (2015), Shrek Forever After (2010), Alvin and the Chipmunks 3 (2011) và Quỷ lùn tinh nghịch (2016).

## Tiểu sử
Mitchell được sinh ra tại Oklahoma City, Oklahoma, là con của luật sư Robert Mitchell và cựu chủ tịch của Ủy ban Ân xá và Tạm tha Oklahoma Julia Baker. Theo lời cha anh, "Món quà trời ban của Mitchell là trí tưởng tượng nghệ thuật đã được bộc lộ từ rất sớm." Anh tốt nghiệp trường Trung học Bắc Thành phố Putnam và thời gian đó anh tham gia rất nhiều hoạt động nghệ thuật. Anh sau đó đã chuyển tới Los Angeles và theo học tại Viện Nghệ thuật California. Trong thời gian ở Viện đã diễn ra một vài yêu cầu tuyển dụng cho các nghệ sĩ hoạt hình trẻ, điều này đã giúp anh được dấn thân vào ngành truyền hình. Được làm việc với một số nhà làm phim như Tim Burton và Spike Jonze đã bước đầu giúp Mitchell có được sự nghiệp của một họa sĩ minh họa.

## Danh sách phim

### Phim điện ảnh
| Năm  | Tên                                   | Đạo diễn | Biên kịch | Hoạt hình | Vai                                                                                                   | Ghi chú                        |
| ---- | ------------------------------------- | -------- | --------- | --------- | --- | ------------------------------ |
| 1998 | Antz                                  |          |           | Có        | | Họa sĩ khung hành động bổ sung |
| 1999 | Deuce Bigalow: Male Gigolo            | Có       |           |           | | Phim đạo diễn đầu tay          |
| 2004 | Shrek 2                               |          |           | Có        | | Họa sĩ khung hành động bổ sung |
| 2004 | Surviving Christmas                   | Có       |           |           | |                                |
| 2005 | Sky High                              | Có       |           |           | |                                |
| 2007 | Shrek the Third                       |          |           | Có        | | Họa sĩ khung hành động bổ sung |
| 2009 | Quái vật ác chiến người hành tinh     |          |           | Có        | Wedgie                                                                                                | Họa sĩ khung hành động         |
| 2010 | Shrek Forever After                   | Có       |           |           | Người hướng dẫn/Camp Ogre/Ogre Naysayer/Phù thủy Baba/ Phù thủy Melty/Bảo vệ Phù thủy #2/Butter Pants |                                |
| 2010 | Megamind                              |          |           |           | Father in Crowd                                                                                       |                                |
| 2011 | Mèo đi hia                            |          |           |           | Andy Beanstalk                                                                                        |                                |
| 2011 | Alvin and the Chipmunks 3             | Có       |           |           | |                                |
| 2014 | Biệt đội cánh cụt vùng Madagascar     |          |           |           | Cánh cụt Nam Cực                                                                                      |                                |
| 2015 | The SpongeBob Movie: Anh hùng lên cạn | Có       |           |           | | Phân đoạn người đóng           |
| 2016 | Kung Fu Panda 3                       |          |           |           | Ngỗng Hoàng gia / Gấu trúc thông minh                                                                 | Nhà sản xuất điều hành         |
| 2016 | Angry Birds                           |          |           |           | Heo đọc báo                                                                                           |                                |
| 2016 | Quỷ lùn tinh nghịch                   | Có       |           |           | Darius / Vinny / Thuyền trưởng Starfunkle / Nhện / Wedgie Bergen #1 / Chad / Card                     |                                |

### Phim truyền hình
- The Itsy Bitsy Spider (1993)
- Greg the Bunny (2002)
- SpongeBob SquarePants (2005–2007) (đạo diễn)
- The Loop (2007)